# باشگاه ورزشی المرخیه
باشگاه ورزشی المرخیه یک باشگاه چندکاربردی قطری در المرخیه است. این تیم در سال ۱۹۹۵ تاسیس شده و اکنون در لیگ ستارگان قطر بازی می کند.